# Hijo de Caín
Hijo de Caín - en catalán Fill de Caín- es un thriller psicológico español, ópera prima de Jesús Monllaó Plana y adaptación de la novela Querido Caín de Ignacio García-Valiño.
Fue seleccionada para la sección oficial de largometrajes a concurso del Festival de Málaga. En su versión original, la película es bilingüe, rodada en español y catalán, aunque fue doblada al castellano para su distribución comercial.

## Argumento
El matrimonio entre Coral (Maria Molins) y Carlos (José Coronado) hace aguas a causa de las continuas discusiones por su hijo Nico (David Solans) un joven superdotado y asocial que muestra una gran animadversión hacia su padre y solo parece interesarse por el ajedrez.
Desesperados, recurren a la ayuda de Julio (Julio Manrique), un psicólogo y el primer amor de Coral. Poco a poco, y como si de una partida de ajedrez se tratara, Julio se adentrará en el inquietante mundo de Nico y en las complejas relaciones de esta familia aparentemente normal.

## Reparto
- José Coronado como Carlos.
- Maria Molins como Coral.
- David Solans como Nico.
- Julio Manrique como Julio.
- Jack Taylor como Andrew Holsteter, el mentor de Julio.

## Recepción
La película obtuvo buenas críticas. Andrea Bermejo, de Cinemanía, dijo de ella que En ningún momento deja de sobrecoger la oscuridad que proyecta el joven David Solans y que, mientras que se mantiene la intriga, es entretenido imaginar todas las posibles jugadas.
Asimismo, fue recibida en el Festival de Málaga con una gran ovación.